# Centrum för Tysklandsstudier
Centrum för Tysklandsstudier, forskningscentrum vid Södertörns högskola som bedriver forskning relaterad till Tyskland, och i synnerhet tysk-svenska internationella relationer. 
Centrumet grundades 2002 vid Södertörns högskola. Efter omstruktureringar på högskolan beslutades att centrumets verksamhet skulle bli en del av Centre for Baltic and East European Studies (CBEES). Centrumets verksamhet förändrades något och bytte namn till Enheten för Tysklandsstudier.
Idag driver Enheten mångvetenskaplig forskning, med Tyskland som gemensam nämnare. Förutom forskningen hålls varje år ett antal tysklandsseminarier och minst en konferens i Enhetens regi. Enheten tar emot gästforskare och praktikanter och förmedlar gärna information om Tyskland och tyska kontakter.
Enheten för Tysklandsstudier lades ned från och med årsskiftet 2011-12. Vid Uppsala universitet finns en sedan länge fungerande motsvarighet i Forum för Tysklandsstudier under ledning av statsvetarprofessorn Sverker Gustavsson.